# Àrea Bàsica de Salut
Àrea Bàsica de Salut (ABS) és el terme amb el que es coneix a Catalunya el territori, amb la seva població, que és atès per un Equip d'Atenció Primària (de 5.000 a 25.000 persones). El seu nucli bàsic el formen professionals de medicina familiar i comunitària, pediatria, infermeria, treballadors socials i personal administratiu de suport. Les ABS poden ser rurals, urbanes o bé amb característiques mixtes. Les rurals solen tenir una població més petita, però aquesta està més disseminada al territori. Depenent de la mida de l'ABS, dels nuclis de població i de la dispersió d'aquesta, les ABS poden disposar d'un Centre d'Atenció Primària (CAP), o d'aquest i d'un o més consultoris dependents orgànicament del CAP.
Cada ABS està adscrita a una de les diferents regions sanitàries de Catalunya.